# Ancyromonas
Ancyromonas és un gènere d'Apusozoa. És flagel·lat. Inclou l'espècie Ancyromonas sigmoides.
Planomonas s'ha descrit com un sinònim més modern d'Ancyromonas.